# Marek Hłasko
Marek Hłasko (ur. 14 stycznia 1934 w Warszawie, zm. 14 czerwca 1969 w Wiesbaden) – polski pisarz i scenarzysta filmowy. Jest autorem takich dzieł jak Pierwszy krok w chmurach, Ósmy dzień tygodnia, Następny do raju, Palcie ryż każdego dnia.
Razem z rodziną przeprowadzał się i pomieszkiwał m.in. w Warszawie, Wrocławiu, Częstochowie. Po zakończeniu wojny chodził do szkoły średniej, jednak jej nie ukończył. Następnie pracował w kilku miejscach, m.in. w przedsiębiorstwach transportowych w stolicy. Pierwsze próby pisarskie podejmował po godzinach. W tym też celu nawiązał kontakt ze Związkiem Literatów Polskich. Jego pierwsze opowiadania wyszły drukiem w 1955 roku, jednak dopiero po wydaniu zbioru Pierwszy krok w chmurach w 1956 roku zyskał ogólnokrajowe uznanie.
Zdobywszy popularność, skupił się na pisarstwie i wydawał kolejne dzieła. Jednocześnie był współautorem scenariuszy do adaptacji filmowych swoich dzieł (Pętla, Ósmy dzień tygodnia, Baza ludzi umarłych). W trakcie prac przy pierwszym filmie poznał niemiecką aktorkę Sonję Ziemann, z którą był w związku małżeńskim w latach 1962–1967. W 1958 roku wyjechał do Paryża, rozpoczynając tym samym swój okres emigracyjny. Do końca życia mieszkał za granicą, głównie w Niemczech, Izraelu i Stanach Zjednoczonych. Zmarł w niemieckim Wiesbaden w wyniku przedawkowania leków.
Krytyka twórczości Hłaski jest niejednoznaczna. Początkowo, po wydaniu Pierwszego kroku w chmurach, pisarz był chwalony – został uhonorowany Nagrodą Pracy w 1955 roku. Po wyjeździe za granicę został napiętnowany przez ówczesne polskie władze. Po odwilży politycznej krytycy z perspektywy czasu zauważają różne etapy w twórczości pisarza, jak również jego podatność na ówczesne prądy literacko-polityczne.

## Życiorys

### Dzieciństwo
Marek Hłasko urodził się 14 stycznia 1934 roku w Warszawie jako jedyny syn urzędnika państwowego Macieja Hłaski i jego żony Marii Hłasko. Początkowo mieszkał z rodzicami w podwarszawskiej wsi Złotokłos, później w stolicy. Rodzice rozwiedli się w 1937 roku. Ojciec ożenił się ponownie rok później, jednak zmarł 13 listopada 1939 roku na gruźlicę nerek. Marek cały okres II wojny światowej mieszkał z matką w stolicy, początkowo przy alei 3 Maja, potem – od 1943 roku – przy ulicy Ciepłej 10. W chwili wybuchu II wojny światowej Maria pracowała w sekretariacie dyrekcji Elektrowni Miejskiej. W czasie okupacji została zwolniona i do wybuchu powstania warszawskiego prowadziła stragan z żywnością, co było spowodowane pogorszeniem sytuacji materialnej. W tym czasie Marek rozpoczął edukację, jednak wszystkie dokumenty na ten temat zostały zniszczone w czasie powstania warszawskiego. Wiadomo jedynie, że uczęszczał m.in. do szkoły prowadzonej przez siostry zakonne przy zakładzie św. Kazimierza na Tamce. W czasie powstania warszawskiego przebywał wraz z matką w stolicy. Przeżycia wojenne odcisnęły na nim głębokie piętno, jak pisał później: "dla mnie jest oczywiste, że stanowię produkt czasu wojny, głodu i terroru. Stąd bierze się nędza intelektualna moich opowiadań; ja po prostu nie potrafię wymyślić opowiadania, które nie kończyłoby się śmiercią, katastrofą, samobójstwem czy też więzieniem. Nie ma w tym żadnej pozy na silnego człowieka, o co posądzają mnie niektórzy".
Gdy walki ucichły, Maria wraz z synem udała się do Częstochowy, gdzie zamieszkała u swojej przyjaciółki Ireny Kozłowskiej. Odnalazł ich tam Kazimierz Gryczkiewicz, znajomy Marii. 12 lutego 1945 roku Hłasko rozpoczął swoją pierwszą próbę literacką – pisał pamiętnik. W marcu 1945 roku Maria wraz z synem przeniosła się do Chorzowa, a dwa miesiące później do Białegostoku, gdzie zamieszkała z Gryczkiewiczem. Na początku 1946 roku Gryczkiewicz dostał propozycję pracy we Wrocławiu wraz z przydziałem na mieszkanie. W marcu we trójkę przenieśli się i zamieszkali na obrzeżach zniszczonego miasta, w dzielnicy Sępolno, przy ulicy Borelowskiego 44. W miarę możliwości Marek uczęszczał do lokalnej szkoły. Klasę piątą ukończył w Białymstoku.

### Młodość
Latem 1946 roku wstąpił do I Wrocławskiej Drużyny Harcerzy im. Bolesława Chrobrego; aby się do niej dostać podał jako datę urodzenia rok 1933. W tym czasie zaprzyjaźnił się ze Stefanem Łosiem, pisarzem i prezesem lokalnego oddziału Związku Literatów Polskich. Ten, w sierpniu 1948 roku, pomógł mu otrzymać posadę gońca przy Światowym Kongresie Intelektualistów w Obronie Pokoju, który odbywał się we Wrocławiu.
Pojawiły się problemy z edukacją. Tak pisał o niej w autobiografii Piękni dwudziestoletni:

Nie jestem pewien do dzisiaj, czy między fizyką, algebrą i matematyką i chemią zachodzi jakakolwiek różnica i nigdy się tego nie dowiem. Nie wiem, czy czterdzieści dziewięć da się w ogóle podzielić przez jakąś cyfrę; jeśli się to w ogóle jakimś cudem uda, to na pewno nie mnie.

 W okresie szkolnym był zawsze jednym z najmłodszych w klasie, a dodatkowo miał dziecięcy wygląd. Zanim zdążył się zaprzyjaźnić z rówieśnikami, musiał się przeprowadzać. W czerwcu 1948 roku ukończył Szkołę Powszechną nr 2 im. Marii Konopnickiej we Wrocławiu. Od września do listopada 1948 roku uczył się w Liceum Administracyjno-Handlowym Izby Przemysłowo-Handlowej we Wrocławiu, od marca do czerwca 1949 roku w Szkole Robotniczego Towarzystwa Przyjaciół Dzieci w Legnicy, gdzie mieszkał w internacie, a od września w warszawskim Państwowym Liceum Techniki Teatralnej. Do tej samej szkoły chodził jego brat stryjeczny Józef Hłasko. Pod koniec roku wrócił na święta do matki, ale po kilku dniach trafił do szpitala, gdzie wycięto mu wyrostek robaczkowy. Na przełomie grudnia 1949 i stycznia 1950 roku został usunięty ze szkoły za „notoryczne lekceważenie przepisów szkolnych, wykroczenia natury karnej oraz za wywieranie demoralizującego wpływu na kolegów”.

### Praca kierowcy
Według ówczesnego prawa szesnastoletni wówczas Hłasko musiał albo się uczyć, albo pracować. Matka pomogła mu znaleźć pracę w stoczni rzecznej we Wrocławiu. W wolnym czasie chodził na kurs prawa jazdy; po pozytywnym zdaniu egzaminu zaczął pracować jako kierowca ciężarówki. 28 września 1950 roku został skazany na dwa miesiące pracy z potrąceniem 10% zarobków za naruszenie artykułu o zabezpieczeniu socjalistycznej dyscypliny pracy. Po odpracowaniu wyroku zmienił pracodawcę.
Od 15 listopada 1950 do 1 stycznia 1951 roku był zatrudniony w Bazie Transportowej w Bystrzycy Kłodzkiej; doświadczenie zdobyte w tym miejscu stało się inspiracją do napisania powieści Następny do raju. W styczniu 1951 roku wraz z matką i ojczymem przeprowadził się do Warszawy. Po powrocie do stolicy ponownie pracował jako kierowca. Często zmieniał pracę, zawsze jednak odchodził na własne życzenie – pracował kolejno w Bazie Sprzętu Zjednoczenia Budownictwa Miejskiego (od 26 lutego do 15 kwietnia 1951 roku), Metrobudowie (od 27 kwietnia 1951 do 16 czerwca 1952 roku), Spółdzielni Przewozowej Warszawskich Spółdzielni Spożywców (od 4 sierpnia do 1 grudnia 1952 roku) i w Stołecznym Przedsiębiorstwie Transportowym Miejskiego Handlu Detalicznego (od 15 grudnia 1952 do 30 marca 1953 roku).
Szansą na wyrwanie się z monotonnego zajęcia była twórczość literacka. Nie jest jasne, kiedy dokładnie zaczął pisać, ale swoje debiutanckie opowiadanie Baza Sokołowska sam autor datuje na rok 1951. W czasie zatrudnienia w Metrobudowie został korespondentem terenowym „Trybuny Ludu”. Pod koniec 1952 roku zdecydował się przedstawić fragmenty swojej powieści Bohdanowi Czeszce. Ten odpowiedział listem datowanym na 3 grudnia, w którym krytycznie omówił nadesłane próby literackie, zwracając jednak uwagę na talent młodego autora. W tym samym roku Hłasko, prawdopodobnie za radą Stefana Łosia, nawiązał kontakt ze Związkiem Literatów Polskich i działającym w tej organizacji Igorem Newerlym, pełniącym rolę opiekuna młodych.

### Początki pisarskie

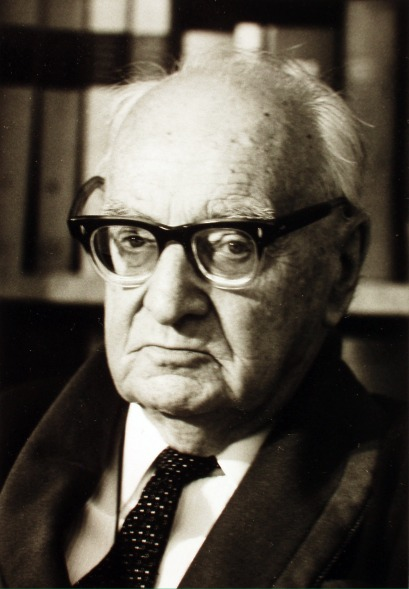
Igor Newerly, mentor Hłaski

W 1953 roku otrzymał obietnicę stypendium Związku Literatów Polskich, a opowiadanie o szoferach – nad którym już pracował – zostało z góry zakupione i opłacone przez gazetę „Sztandar Młodych”. Hłasko ostatecznie porzucił pracę kierowcy i wyjechał do Wrocławia, gdzie pożyczył maszynę do pisania od Stefana Łosia. Rozpoczął pracę nad swoim debiutem. Za radą Czeszki z własnych szkiców powieści stworzył krótsze opowiadania – Baza Sokołowska i Sonata marymoncka. Pierwsze z nich stało się debiutem pisarskim i zostało opublikowane w 1954 roku w „Sztandarze Młodych” i Almanachu Literackim, drugie – pomimo ukończenia – zostało wydane pośmiertnie w 1982 roku.
Po swoim debiucie Hłasko koncentrował się na kolejnych opowiadaniach. Od lipca do września 1954 roku opublikował trzy dzieła: Złotą jesień, Szkołę i Noc nad piękną rzeką. We wrześniu tego samego roku zadebiutował w tygodniku „Po prostu” jako felietonista, gdzie rok później pracował na stałe. Napisał kolejne utwory, w tym Robotników, za których został uhonorowany Nagrodą Pracy w konkursie literackim na V Światowym Festiwalu Młodzieży i Studentów o Pokój i Przyjaźń. Szybki sukces umożliwił mu odroczenie obowiązkowej wtedy służby wojskowej. Redaktor naczelny „Po prostu” wystąpił ze stosownym wnioskiem, argumentując „pilnymi pracami publicystycznymi i literackimi” młodego twórcy. W 1956 roku otrzymał mieszkanie na warszawskiej Ochocie.
Książkowym debiutem Hłaski był zbiór opowiadań Pierwszy krok w chmurach, wydany przez Czytelnika w maju 1956 roku. Książka została pozytywnie oceniona. Recenzje i przemyślenia napisało wówczas wielu krytyków i pisarzy, m.in. Andrzej Kijowski, Henryk Krzeczkowski czy Gustaw Herling-Grudziński. Nakład 10 000 egzemplarzy został wyprzedany, a książka została dwukrotnie dodrukowana. W tym samym roku z pisarzem skontaktował się mieszkający we Francji Jerzy Giedroyc, redaktor naczelny paryskiej „Kultury”, który poprosił go o nadesłanie opowiadania do druku. W „Sztandarze Młodych” ukazały się fragmenty powieści Wilk. W 1957 roku wyjechał do Kazimierza nad Wisłą, gdzie pracował nad Cmentarzami. Odwiedziła go Agnieszka Osiecka, co zakończyło się romansem i wieloletnią przyjaźnią. Katowicka „Panorama” opublikowała w odcinkach Głupcy wierzą w poranek.

### Scenarzysta
Szeroki rozgłos pozwolił na nowe kontakty i ekranizacje dzieł Hłaski. Pierwszym filmem, do którego napisał scenariusz był wydany w 1956 roku Koniec nocy. Rok później Stanisław Lenartowicz stworzył film Spotkania – na podstawie czterech nowel różnych autorów młodego pokolenia, w tym Ślicznej dziewczyny Hłaski. W tym samym czasie pisarz, wraz ze Stanisławem Dygatem, opracował dialogi do filmu sensacyjnego Skarb kapitana Martensa w reżyserii debiutującego Jerzego Passendorfera.
Na przestrzeni lat 1957–1958 powstały trzy adaptacje, które zyskały szeroki oddźwięk w mediach. Wojciech Jerzy Has, tworzący filmy krótkometrażowe i dokumenty, znając opowiadanie Pętla skontaktował się z autorem z prośbą o ekranizację. Obaj pracowali nad scenariuszem, który początkowo nie został zatwierdzony przez Komisję Ocen Filmów i Scenariuszy. Druga wersja została zaakceptowana, pomimo wątpliwości komisji, jak takie opowiadanie będzie wyglądało na ekranie. Premiera filmu odbyła się 20 stycznia 1958 roku.
Kolejnym opowiadaniem, które doczekało się filmowej wersji był Ósmy dzień tygodnia. O prawa do ekranizacji ubiegali się Andrzej Wajda i Aleksander Ford. Według relacji Wajdy, podczas gdy on pracował nad Kanałem, zjawił się Hłasko z pomysłem na kolejną książkę. Zdaniem Forda, pisarz podszedł do niego w warszawskim klubie, a opowiadanie było pisane od razu pod scenariusz filmowy. Po obejrzeniu ekranizacji pierwszy sekretarz KC PZPR Władysław Gomułka zabronił wyświetlania filmu zarówno w kraju, jak i za granicą; wycofano go również z festiwalu w Cannes. Wbrew decyzji polskiego rządu CCC Film wystawiło film na Międzynarodowym Festiwalu Filmowym w Wenecji i pokazywało w Niemczech Zachodnich. Film, którego premiera odbyła się 26 sierpnia 1958 roku, był pierwszą koprodukcją w polskiej kinematografii (Film Polski – CCC Film). Z uwagi na cenzurę, krążył w obiegu jako półkownik, a jego oficjalna premiera w kraju odbyła się dopiero w 1983 roku. W głównych rolach zagrali Sonja Ziemann i Zbigniew Cybulski. Od tego momentu rozpoczęła się znajomość Hłaski z Ziemann.
Ekranizacją jeszcze niewydanej książki Następny do raju ponownie zainteresowani byli Wajda i Ford. Zdaniem Wajdy, pracowali razem nad opowiadaniem już w listopadzie 1956 roku. Według asystenta Forda, Czesława Petelskiego, przeczytał on opowieść w gazecie, po czym skontaktował się z autorem i podpisał umowę. Ostatecznie Hłasko spotkał się z Fordem w Zakopanem, gdzie dostał zaliczkę i umowę do podpisania, a realizacja filmu została przekazana Petelskiemu. Kadry plenerowe kręcono blisko Lądka Zdroju i we Wrocławiu. Podczas kolaudacji z udziałem członków KC PZPR zasugerowano kilka zmian, w tym m.in. usunięcie Hłaski z czołówki i podmianę tytułu na Baza ludzi umarłych. Premiera kinowa filmu o tejże nazwie odbyła się 10 sierpnia 1959 roku. Film jest wymieniany wśród najlepszych w dorobku Petelskiego.

### Emigracja

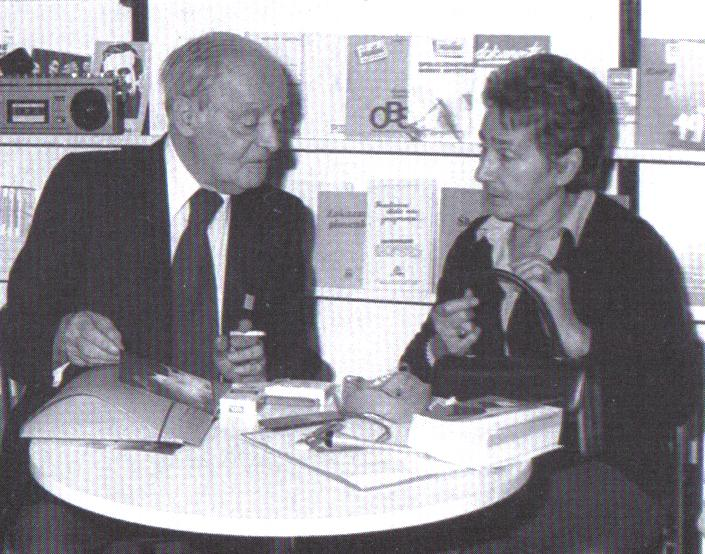
Jerzy Giedroyc, redaktor naczelny „Kultury”

W 1957 roku Hłasko napisał list do Antoniego Słonimskiego, ówczesnego prezesa ZLP, z prośbą o wyjazd za granicę. Odpowiedź przyszła pozytywna, a związek przyznał stypendium i pozwolił na trzymiesięczny wyjazd. 11 stycznia 1958 roku Hłasko został laureatem Nagrody Literackiej Wydawców, którą przyznało mu PTWK – za tom opowiadań Pierwszy krok w chmurach. W lutym Hłasko otrzymał decyzję o cofnięciu mu stypendium oraz powołanie do odbycia zasadniczej służby wojskowej, której starał się uniknąć od 1954 roku. Dzięki znajomości z konsulem francuskim otrzymał wizę, warszawski korespondent „The New York Times” pożyczył mu pieniądze na zakup biletu. Na zaproszenie Jerzego Giedroycia w lutym poleciał do Francji, gdzie zamieszkał w siedzibie wydawnictwa Instytut Literacki w podparyskim Maisons-Laffitte. Na przełomie marca i kwietnia 1958 roku ukazał się tom zawierający Cmentarze i Następny do raju. Za pierwsze z nich autor dostał nagrodę literacką „Kultury” dla pisarza krajowego. W tym czasie amerykański reżyser Nicholas Ray zainteresowany był ekranizacją drugiej z nich, ale między jego żoną Betty a pisarzem nawiązał się romans, co doprowadziło zarówno do rozpadu małżeństwa, jak i do wycofania się Raya z realizacji filmu na podstawie książki Następny do raju.
W kwietniu „Trybuna Ludu” opublikowała artykuł Primadonna jednego tygodnia?, atakując pisarza i oczerniając jego opowiadania. Hłasko, po uzyskaniu informacji z kraju, poprosił Giedroycia o możliwość odpowiedzi, co skutkowało zamieszczeniem listu otwartego w czerwcowej „Kulturze”. Był to początek nagonki ze strony władz Polski w rządowych gazetach, później uciszonej medialnie.
Po wizycie w konsulacie udało mu się przedłużyć ważność paszportu o kolejne sześć miesięcy i zwiększyć jego zasięg na wszystkie kraje świata. Paryskie wydawnictwo Éditions Julliard wydało Le premier pas dans les nuages (pol. Pierwszy krok w chmurach). Opowiadania pisarza były także wydawane w Tel Awiwie, Kopenhadze, Budapeszcie, Nowym Jorku. Hłasko zaczął podróżować po Europie (Włoszech, Francji, Niemczech) i spotykać się z Sonją Ziemann. W październiku, przebywając w Berlinie Zachodnim, złożył wniosek o azyl polityczny, który ostatecznie otrzymał. W styczniu 1959 roku stawił się w Polskiej Misji Wojskowej z prośbą o powrót do kraju. Zmieniając swoje zdanie kupił bilet lotniczy do Tel Awiwu, gdzie wylądował 22 stycznia.
Będąc w Ziemi Świętej pisarz spotykał się z rodakami, m.in. Janem Rojewskim, udzielał wywiadów w lokalnych gazetach. Polski wywiad obserwował pisarza od momentu wyjazdu z Polski. Hłasko, ciągle pragnąc wrócić do ojczyzny, kontaktował się z placówką dyplomatyczną i pisał listy do posła Antoniego Bidy. Rząd Polski grał na czas. W maju uznał, że jego sprawa nie jest już aktualna, a pisarz „sam się wykończył”. W tym czasie magazyn emigracyjny w Londynie „Wiadomości” przyznał mu nagrodę w formie 100 gwinei.
W lipcu do Izraela przyjechała Sonja Ziemann. Spędzali z Hłaską dużo czasu i ostatecznie podjęli decyzję o małżeństwie. Próbowali zorganizować ślub, jednak z powodów formalnych było to niemożliwe. W związku ze swoją pracą Ziemann wyjechała do Wiednia, a Hłasko, otrzymując wizę, dołączył do niej 12 sierpnia 1960 roku. Mieszkając w Izraelu pisarz poznał Esther Steinbach, z którą wdał się w romans.

### Powrót do pisania

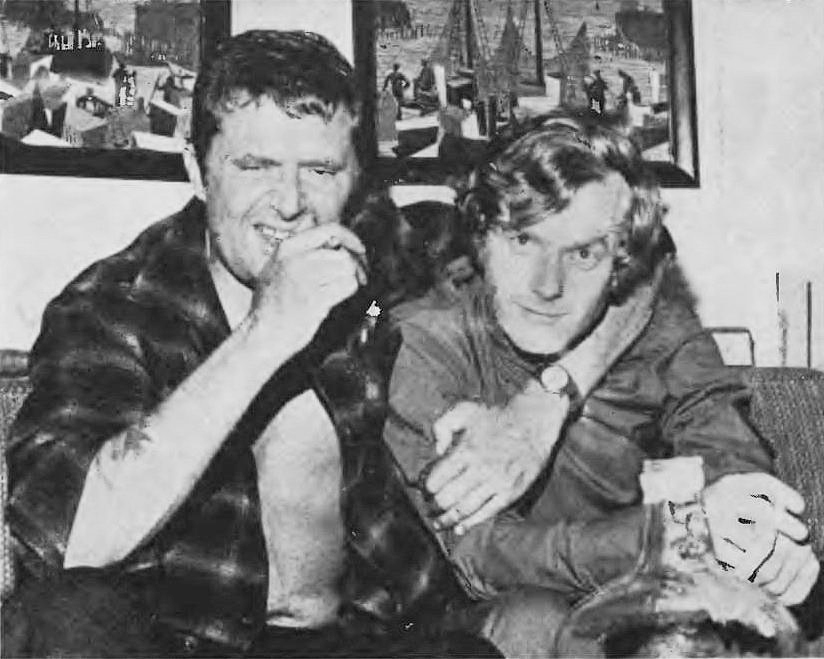
Marek Hłasko i Krzysztof Komeda (1968)

Ziemann, będąc aktorką, jeździła po Europie występując w teatrach i grając w filmach; Hłasko jej towarzyszył. W lutym 1961 roku, przebywając w Londynie, wzięli ślub. Na miesiąc przed tym wydarzeniem Ziemann kupiła mu samochód BMW 507. W tym samym roku „Kultura” wydała opowiadanie Powiedz im, kim byłem. Następnie ukazały się W dzień śmierci Jego i Stacja. W 1963 roku wydawnictwo Kiepenheuer & Witsch wydało w języku niemieckim książkę Peitsche deines Zorns (Bicz Twego gniewu), znaną później pod tytułem Brudne czyny. Jest to największe objętościowo dzieło pisarza. Instytut Literacki wydał tom Opowiadania. Pod koniec roku Hłasko miał problemy zdrowotne i przeszedł operację obustronnej przepukliny. Po wyjściu z kliniki wsiadł w samochód i spowodował wypadek. Otrzymał za to wyrok pozbawienia wolności i w okresie od 8 listopada do 8 grudnia przebywał w więzieniu.
W lutym 1963 roku Instytut Literacki wydał tom zawierający opowiadania Brudne czyny i Wszyscy byli odwróceni. W pierwszej połowie roku Hłasko, po ciężkim zatruciu, trafił do szpitala. Wiosną tego roku planował spotkanie z matką w Jugosławii, jednakże przeniósł je na jesień z powodów zdrowotnych. Pojawiły się u niego psychozy i próby samobójcze. W latach 1963–1965 spędził łącznie 242 dni w klinikach psychiatrycznych. W tym okresie rozpoczął współpracę z tygodnikiem „Weltwoche”, pisząc felietony. W 1965 roku na łamach „Kultury” drukowano pierwsze odcinki książki Piękni dwudziestoletni, a także w całości Drugie zabicie psa. W maju 1966 roku Instytut Literacki wydał Pięknych dwudziestoletnich, quasi-autobiograficzną opowieść przedstawiającą młodość pisarza. Wydawnictwo „Czytelnik” próbowało wydać w 1985 roku Utwory wybrane, zawierające autobiografię, jednak liczba zmian nałożonych przez cenzurę była zbyt duża i zaniechano włączenia biografii do cyklu. Książkę w Polsce wydano oficjalnie po zakończeniu działania cenzury. Londyńska Polska Fundacja Kulturalna wydała Nawróconego w Jaffie oraz Opowiem wam o Esther, zamykając cykl dzieł izraelskich. 7 lipca umarł ojczym Hłaski, Kazimierz Gryczkiewicz.
22 lutego 1966 roku pisarz poleciał do Los Angeles na zaproszenie Martina Ransohoffa, producenta, któremu polecił go Roman Polański. Doszło pomiędzy nimi do dwóch spotkań, jednak scenariusz nigdy nie powstał. Zdaniem Marii Hłasko, Polański za bardzo mieszał się w proces pisania scenariusza, a artyści nie potrafili się porozumieć. Sam Polański stwierdził, że Hłasko nie ma doświadczenia w pisaniu na zamówienie.
W tym czasie pisarza odwiedziła poznana w Izraelu Esther. Pracując nad kolejną książką nadał jej tytuł roboczy Życie bez Esther (ostatecznie wydana jako Palcie ryż każdego dnia). Listy z Ameryki w odcinkach drukowane były w „Kulturze”. W tym samym czasie warszawskie mieszkanie Marii Hłasko zostało przeszukane, a rękopisy i listy Marka skonfiskowano. Jesienią 1967 roku do Marii zgłosiła się kobieta z dzieckiem, mówiąc, że ojcem jest Marek. Ten w listownej korespondencji nie wyparł się i pytał o dowód. Ostatecznie dzieckiem zaopiekował się Jerzy Andrzejewski, który zdaniem biografa Andrzeja Czyżewskiego mógł być biologicznym ojcem. Po kilku latach życia w separacji doszło do rozwodu Ziemann i Hłaski.
W Hollywood pisarz spotykał się z polską emigracją, w tym z Krzysztofem Komedą. Podczas jednego ze wspólnych spacerów, Hłasko niechcący popchnął go i Komeda spadł do wąwozu. Komeda trafił do szpitala, jednak następnego dnia wypisał się. Po wypadku skarżył się na bóle głowy. Przy kolejnej wizycie lekarz stwierdził krwiaka w mózgu. Przewieziony przez żonę Zofię do kraju, Komeda zmarł w szpitalu w Warszawie w kwietniu 1969 roku.
Wydawnictwo Księgarnia Polska w Paryżu wydało w 1968 roku ostatnią książkę pisarza, Sowę, córkę piekarza. Autor powracał w niej do ojczyzny i wspomnień z Wrocławia. Podczas pobytu w Ameryce Hłasko spełnił swoje marzenie i uzyskał licencję pilota.

### Śmierć
Życie, które mi dano, jest tylko opowieścią; ale jak ja ją opowiem, to już moja sprawa.

Niemiecka telewizja ZDF planowała ekranizację opowiadania Wszyscy byli odwróceni z Ziemann w roli głównej. Ekipa filmowa pojechała do Izraela, a Hłasko dołączył do zespołu filmowców na planie zdjęciowym. Na miejscu doszło do konfliktu dotyczącego zakończenia filmu pomiędzy scenarzystą Hansem J. Boberminem a Hłaską. Po wymianie zdań napisali nowe zakończenie filmu.
Po zakończeniu zdjęć, w czerwcu 1969 roku, pisarz pojechał do niemieckiego Wiesbaden, zatrzymując się w mieszkaniu Bobermina. Razem mieli pracować nad kolejnymi ekranizacjami opowiadań. Według umowy z Universum Film corocznie miał pisać jeden scenariusz o tematyce izraelskiej, a wytwórnia miała go zekranizować. Hłasko dostał pierwszą zaliczkę. Pierwszym opowiadaniem do ekranizacji miało być Życie bez Esther. W tym celu autor zakupił bilet lotniczy do Izraela, pragnąc zebrać materiały na miejscu. Jeszcze przed wylotem, w nocy z 13 na 14 czerwca, Hłasko zmarł. Bezpośrednią przyczyną zgonu była zapaść wywołana połączeniem środków nasennych z alkoholem. Pogrzeb, w którym m.in. wzięła udział matka pisarza, odbył się 20 czerwca. Cztery dni później Maria przepisała wszystkie prawa do twórczości syna na Ziemann.

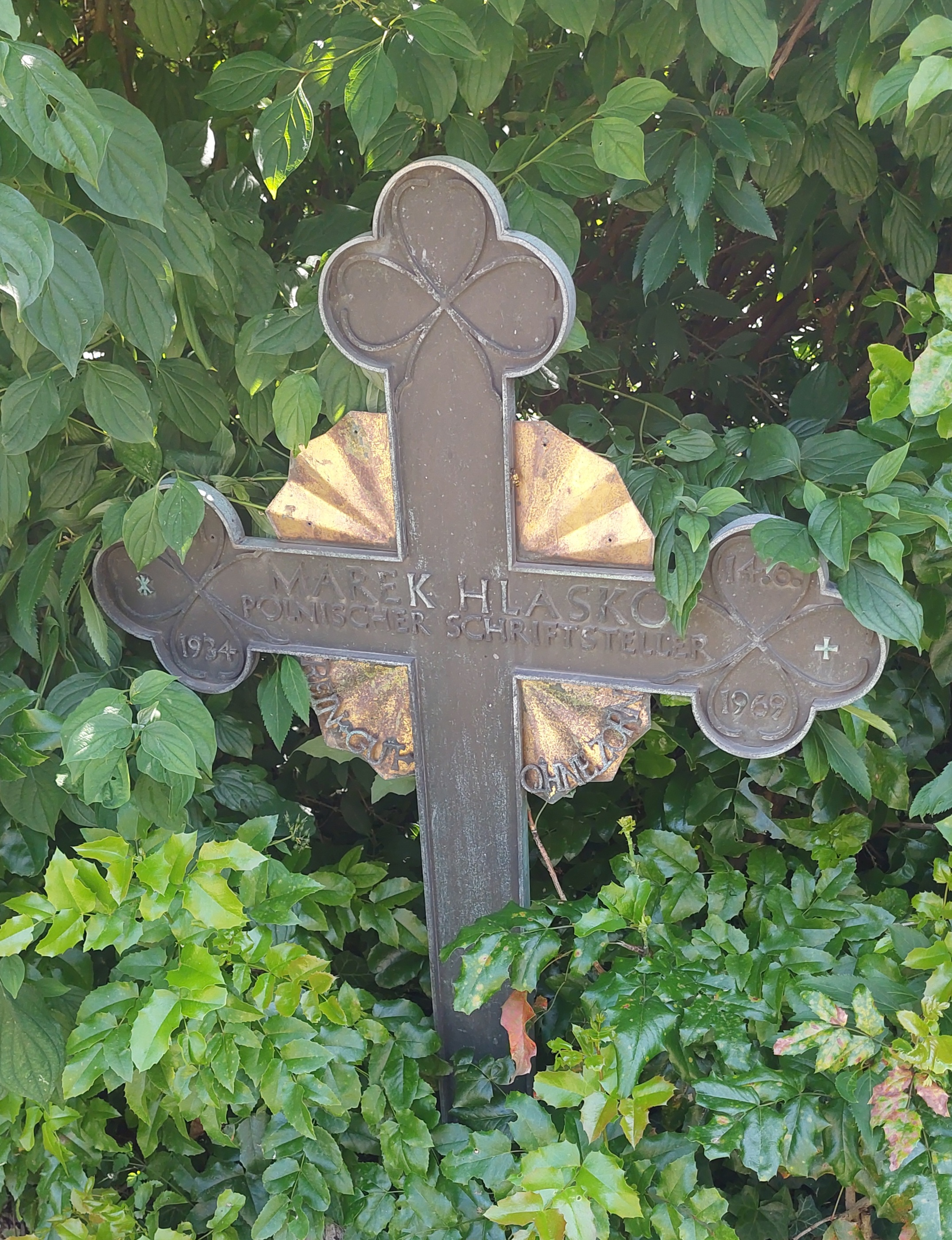
Były grób Hłaski w Wiesbaden

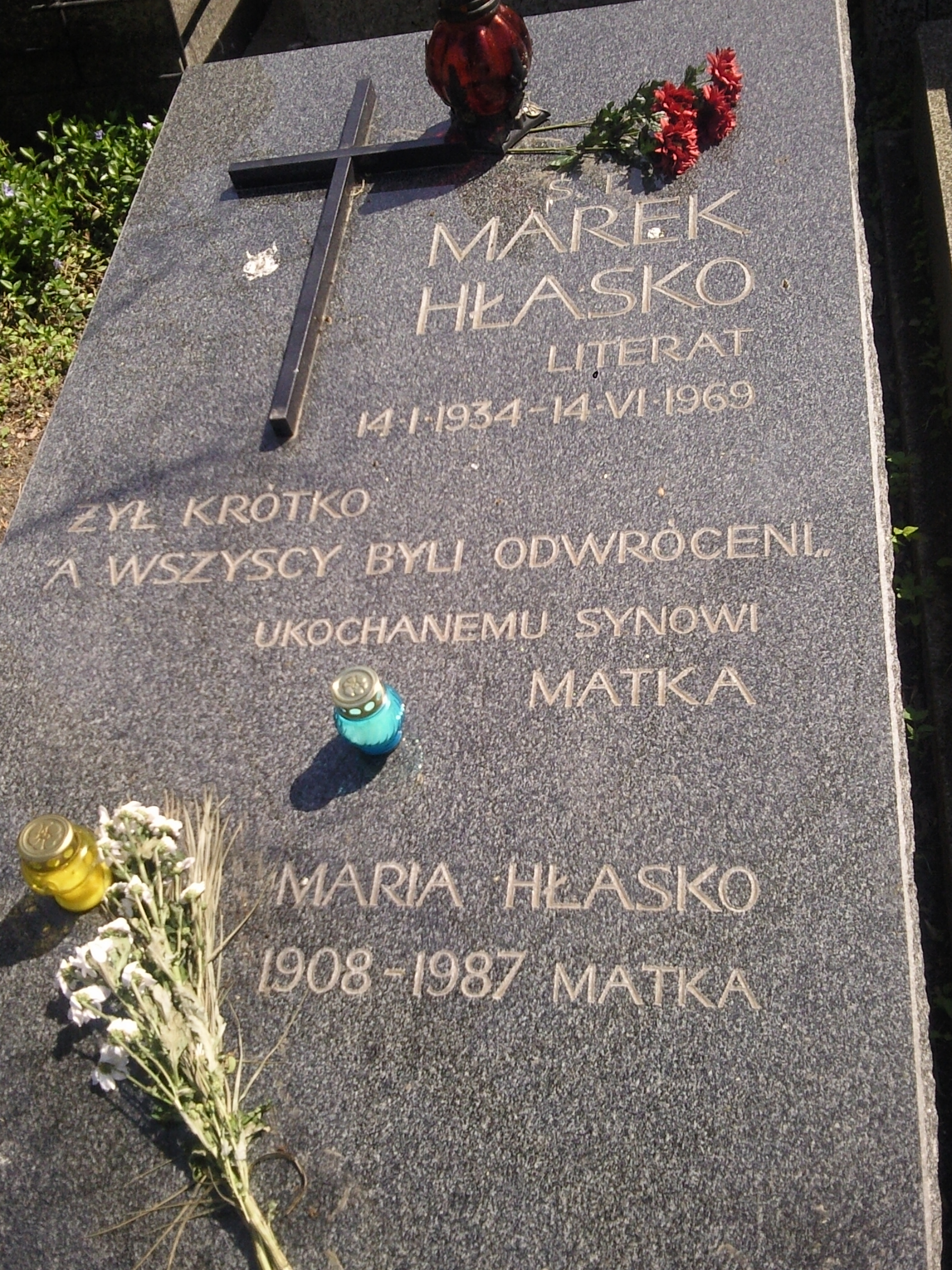
Grób Hłaski na Starych Powązkach

W 1975 roku prochy Hłaski sprowadzono do Polski i pochowano na cmentarzu Powązkowskim. Inicjatorką sprowadzenia prochów pisarza do Polski była Maria Hłasko, której pomógł Lesław Bartelski. Na nagrobku został wykuty napis, który zasugerowała matka Hłaski: „Żył krótko, a wszyscy byli odwróceni”.

## Dzieła

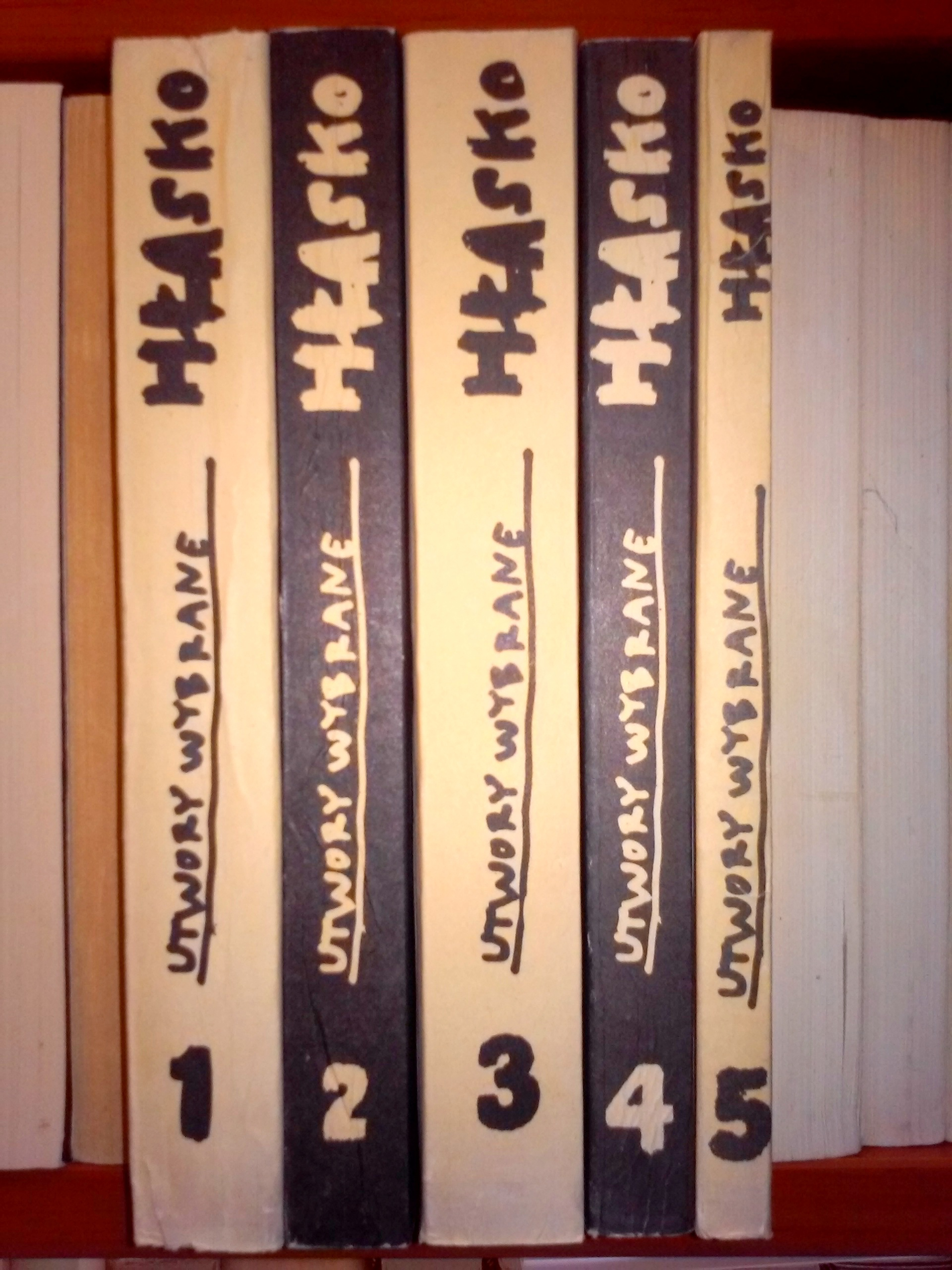
Utwory wybrane Marka Hłaski, wyd. „Czytelnik”

Swoją przygodę z pisaniem Hłasko rozpoczął, gdy miał dziesięć lat, pisząc list do brata ciotecznego. Niedługo później pisał pamiętnik, utrwalając na piśmie swoje przemyślenia o otaczającym go świecie. Tworzył formy krótkie, opowiadania, nowele. Jedyną znaną formą poezji jest list do ciotki z 1953 roku, opisujący próbę kupienia czajnika.
Z uwagi na długość i strukturę utwory Hłaski są często zamiennie określane jako nowele, opowiadania czy powieści. Jego idolami byli Humphrey Bogart i Fiodor Dostojewski. Do inspiracji autora zalicza się również takich pisarzy jak: Hemingway, Faulkner, Remarque, Gombrowicz.
Twórczość pisarza można podzielić na trzy etapy, ze względu na miejsce akcji. Pierwszy to głównie debiutanckie opowiadania i powojenna Polska jako tło wydarzeń. Po wyjeździe z kraju pisał dalej, mieszkając w Izraelu. W skład dzieł izraelskich wchodzą Nawrócony w Jaffie i Opowiem wam o Esther, W dzień śmierci Jego, Brudne czyny, Wszyscy byli odwróceni, Drugie zabicie psa. Przed śmiercią napisał jedną książkę „amerykańską” – Palcie ryż każdego dnia.
Justyna Bucknall-Hołyńska dzieli dorobek twórczy na cztery etapy:
- 1953–1954 – początkujący autor piszący w duchu socrealizmu;
- okres października 1956 roku – po wydaniu pierwszego zbioru opowiadań, gdzie pisarz stał się buntownikiem i przedstawicielem swojego pokolenia;
- lata 1958–1969 – mieszkający za granicą Hłasko skupił się w tym okresie na pisaniu o znajomych i swoim pokoleniu;
- lata 80. i dalej – jako okres życia po życiu i badania twórczości pisarza[96].

### Dzieła
- Baza Sokołowska (1954)
- Szkoła (1954)
- Złota jesień (1954)
- Noc nad piękną rzeką (1954)
- Robotnicy (1955)
- Okno (1955)
- List (1955)
- Żołnierz (1955)
- Dwaj mężczyźni na drodze (1955)
- Głód (1956)
- Pierwszy krok w chmurach (1956)
  - Dom mojej matki
  - Robotnicy
  - Okno
  - List
  - Finis perfectus
  - Dwaj mężczyźni na drodze
  - Baza Sokołowska
  - Żołnierz
  - Kancik, czyli wszystko się zmieniło
  - Pijany o dwunastej w południe
  - Odlatujemy w niebo
  - Pierwszy krok w chmurach
  - Śliczna dziewczyna
  - Najświętsze słowa naszego życia
  - Lombard złudzeń
  - Pętla
- Bohaterowie są znużeni (1956)
- Planktony doktora X, czyli jeszcze jedna powiastka o samotności bohaterów (1957)
- Ósmy dzień tygodnia (1957)[e]
- Następny do raju (1958)[f]
- Cmentarze (1958)
- Stacja (1962)
- Opowiadania (1963)[g]
  - Amor nie przyszedł dziś wieczorem
  - Namiętności
  - Port pragnień
  - Zbieg
  - Krzyż
  - Miesiąc Matki Boskiej
  - Szukając gwiazd
  - Powiedz im, kim byłem
  - W dzień śmierci Jego

- Brudne czyny (1963)
- Wszyscy byli odwróceni (1964)
- Drugie zabicie psa (1965)
- Nawrócony w Jaffie (1966)
- Opowiem wam o Esther (1966)
- Piękni dwudziestoletni (1966)
- Listy z Ameryki (1967)
- Sowa, córka piekarza (1968)
- Palcie ryż każdego dnia (1968)
- Sonata marymoncka (1982)
- Umarli są wśród nas (1986)
- Pamiętasz, Wanda? (1986)
- Trudna wiosna (1986)
- Brat czeka na końcu drogi (1986)
- Gawęda staromiejska (1995)
- Nieboszczycy (1986)
- Drogi (1986)
- Barak (1986)
- On i ona (1986)
- Rewolwer (1986)
- Daleko jest miasto (1986)
- Wielki bluff (1986)
- Wszystko w mieście (1986)
- Bohaterowie i dziewczyny (1986)
- Apostoł i Judasz (1986)
- Mordercy są między nami (1986)
- Domy bogów (1986)
- Ohydni i śliczni (1986)
- Targ niewolników (1995)
- Całe niebo będzie dla mnie (2014)
- Wilk (2015[h])
- Najlepsze lata naszego życia (2016)
  - Burzliwa pogoda
  - Najlepsze lata naszego życia
  - Siódmy człowiek
  - Warszawa, stolica radości
  - Ten, który nigdy nie odejdzie
  - Całe niebo będzie dla mnie
  - Poborowi
  - Opowiadanie o głupiej miłości
  - Bracia
  - Mokra po deszczu ulica
- Diabły w deszczu (2020)[i]

## Filmy
Równocześnie z debiutem literackim Hłasko próbował swoich sił w branży filmowej. Początkowo pisał dialogi, m.in. do Skarbu kapitana Martensa Jerzego Passendorfera, lecz po wydaniu pierwszego tomu opowiadań nawiązał nowe kontakty i mógł liczyć na ekranizacje swoich dzieł. Wielokrotnie podczas współpracy scenariuszowej dochodziło do kłótni pomiędzy nim a reżyserem. Filmowcy próbowali wybielać postacie i powojenne realia przedstawione w książkach Hłaski. Sam Aleksander Ford w wywiadzie dotyczącym filmu Ósmy dzień tygodnia stwierdził „Niektórzy będą na pewno rozdzierali szaty, że zmieniam, że przerabiam i odhłaszczam”.
Historyczka filmu Ewelina Nurczyńska-Fidelska zalicza filmy Koniec nocy, Pętla, Ósmy dzień tygodnia, Baza ludzi umarłych według scenariuszy Hłaski do „czarnego realizmu” – polskiej odmiany kina noir. W 1984 roku swoją premierę miał Idol w reż. Feliksa Falka opowiadający o fascynacji pisarzem już po jego śmierci. Samo nazwisko Hłaski nigdy nie pada. Z uwagi na krótką formę i popularność, utwory Hłaski są źródłem etiud studenckich.

### Fabularne
- (1956) Koniec nocy (reż. Julian Dziedzina, Paweł Komorowski, Walentyna Uszycka)[101]
- (1957) Spotkania (reż. Stanisław Lenartowicz, na podstawie Śliczna dziewczyna)[j]
- (1957) Skarb kapitana Martensa (reż. Jerzy Passendorfer, współtwórca dialogów)
- (1957) Pętla (reż. Wojciech Jerzy Has, na podstawie Pętla)[102]
- (1958) Ósmy dzień tygodnia (reż. Aleksander Ford, na podstawie Ósmy dzień tygodnia)[103]
- (1958) Baza ludzi umarłych (reż. Czesław Petelski, na podstawie Następny do raju)[104]
- (1960) Die Friedhöfe (reż. Rolf Hädrich, na podstawie Cmentarze)[105]
- (1964) Die Schlinge (reż. Rolf Hädrich, na podstawie Pętla)[106]
- (1966) Viikon kahdeksas päivä (reż. Mauno Hyvönen, na podstawie Ósmy dzień tygodnia)[107]
- (1969) Wszyscy byli odwróceni (reż. Thomas Fantl, na podstawie Wszyscy byli odwróceni)
- (1984) Idol (reż. Feliks Falk, film fabularny o micie Hłaski)[k]
- (1987) Sonata marymoncka (reż. Jerzy Ridan, na podstawie Sonata marymoncka)[108]
- (1993) Śliczna dziewczyna (reż. Thomas Fantl, na podstawie Śliczna dziewczyna)
- (1995) Kancik, czyli wszystko się zmieniło (reż. Arkadiusz Jakubowski, na podstawie Kancik, czyli wszystko się zmieniło)[l][109]
- (1995) Isprani (reż. Zrinko Ogresta, na podstawie Ósmy dzień tygodnia)
- (2000) Niebo nad fabryką (reż. Piotr Porczyński, na podstawie Odlatujemy w niebo)[l]
- (2014) Entropia (reż. Wojciech Klimala, na podstawie Miesiąc Matki Boskiej)[l]
- (2016) Fragment (reż. M. Mamczur, na podstawie Śliczna dziewczyna)[l][110]

### Dokumentalne
- (1982) Życie bujne i tragiczne. Marek Hłasko (reż. Temida Stankiewiczówna)[111]
- (1986) Piękny dwudziestoletni (reż. Andrzej Titkow)[112]
- (1994) Marek Hłasko bez mitów (reż. Hanna Etemadi)[113]
- (1999) Opowiem wam o Marku (reż. Jan Sosiński)[114]
- (2002) Wracając do Marka (reż. Wiesław Saniewski)[115]

## Twórczość
Marek Hłasko oprócz bycia pisarzem, stał się symbolem i bohaterem do naśladowania. Szybko zyskał sławę najzdolniejszego pisarza młodego pokolenia. Do jego charakterystycznych cech zalicza się zmarszczone czoło, papieros w ustach, postura w stylu amerykańskiego aktora Jamesa Deana. Dla swoich rówieśników był buntownikiem, rajskim ptakiem, który nie pasował do powojennej rzeczywistości. Agnieszka Osiecka w filmie Opowiem wam o Marku skomentowała „Ludzie przymierzają buty, Marek przymierzał się do krzyża”. W jej ocenie Hłasko działał pod wpływem chwili, najważniejsza dla niego była wolność.
Wokół pisarza powstało wiele legend i mitów. Sam Hłasko i jego znajomi świadomie współtworzyli je, podając błędne i przerysowane informacje. Początek tego procesu datuje się na rok 1954, jeszcze przed debiutem literackim, kiedy to jego znajomi zaczęli rozgłaszać jego zdolności pisarskie. Po śmierci pisarza krążyły różne wersje wydarzeń. Historyk literatury Andrzej Makowiecki zauważa, że legendarna postać musi spełnić oczekiwania społeczności i dołączyć do artystów popełniających samobójstwo. Zdaniem Makowieckiego każdy bohater musi mieć swoją dominantę, cechę wyjątkową, a Hłasko „to przede wszystkim młody gniewny demaskator PRL-owskiej rzeczywistości”. Sam Hłasko w autobiograficznej książce Piękni dwudziestoletni nazywanej przez krytyków literackich „łże-biografią” i „formą życiowej kompensacji”, podaje przerysowane fakty i zmyśla wydarzenia.
Miejsce akcji opowieści jest ponure i przedstawione w niekorzystnych barwach. Świat przedstawiony zbudowany jest na przeciwstawnych wartościach: piękna i brzydoty, czystości i brudu czy prawdy i kłamstwa. Główną postacią jest zazwyczaj mężczyzna, bohater jednostkowy, który ma swoje problemy i marzenia. Pracuje, pije, ma lepsze i gorsze dni, ale ciągle dąży do swojego celu. Postacie wypowiadają kwestie charakterystyczne dla swojej grupy społecznej, używając języka dosadnego i potocznego. Krzysztof Teodor Toeplitz stwierdzał, że choć dialogi w utworach Hłaski są wulgarne, to zostały napisane poprawną polszczyzną: „Hłasko to jedyny pisarz, który ustrzegł się naiwnego przeświadczenia, że język potoczny to znaczy język niegramatyczny, z błędami, chropawy”.
Pisarz był celem zainteresowań służb bezpieczeństwa Polskiej Rzeczpospolitej Ludowej. W latach 1952–1953 pracując w firmach transportowych, zeznawał dla Milicji Obywatelskiej w sprawie kradzieży dokonanej przez jednego z pracowników. Po kilkunastu spotkaniach uznano, że nie jest już potrzebny, jak zauważono „zwolnił się z pracy, aby ukończyć książkę”. Po wyjeździe z kraju był śledzony na zlecenie państwa polskiego. Hłasko, nawiązał współpracę z francuską „Kulturą”, która uznawana była za wroga władzy komunistycznej. Zaczął być inwigilowany w 1964 roku w ramach akcji „Kleist”. Od momentu wydania Cmentarzy za granicą, media państwowe zaczęły oczerniać pisarza i przedstawiać jego dorobek w złym świetle. Podczas pobytu w Izraelu donosił na niego Władysław Tubielewicz, profesor Uniwersytetu Warszawskiego. Kiedy informacja o śmierci dotarła do Polski, redakcja dziennika „Express Wieczorny” oprócz notki o śmierci opisała pisarza jako zdrajcę i autora opowiadań szkalujących Polskę. Cisza medialna o Hłasce trwała do początku lat 80. (z wyjątkiem tekstu Michała Komara opublikowanego w roku 1972 w „Twórczości”).
Literatów naśladujących styl pisarza określa się mianem „hłaskoidów”. Zaliczają się do nich m.in. Marek Nowakowski, Leopold Tyrmand czy Waldemar Łysiak.

## Upamiętnienie

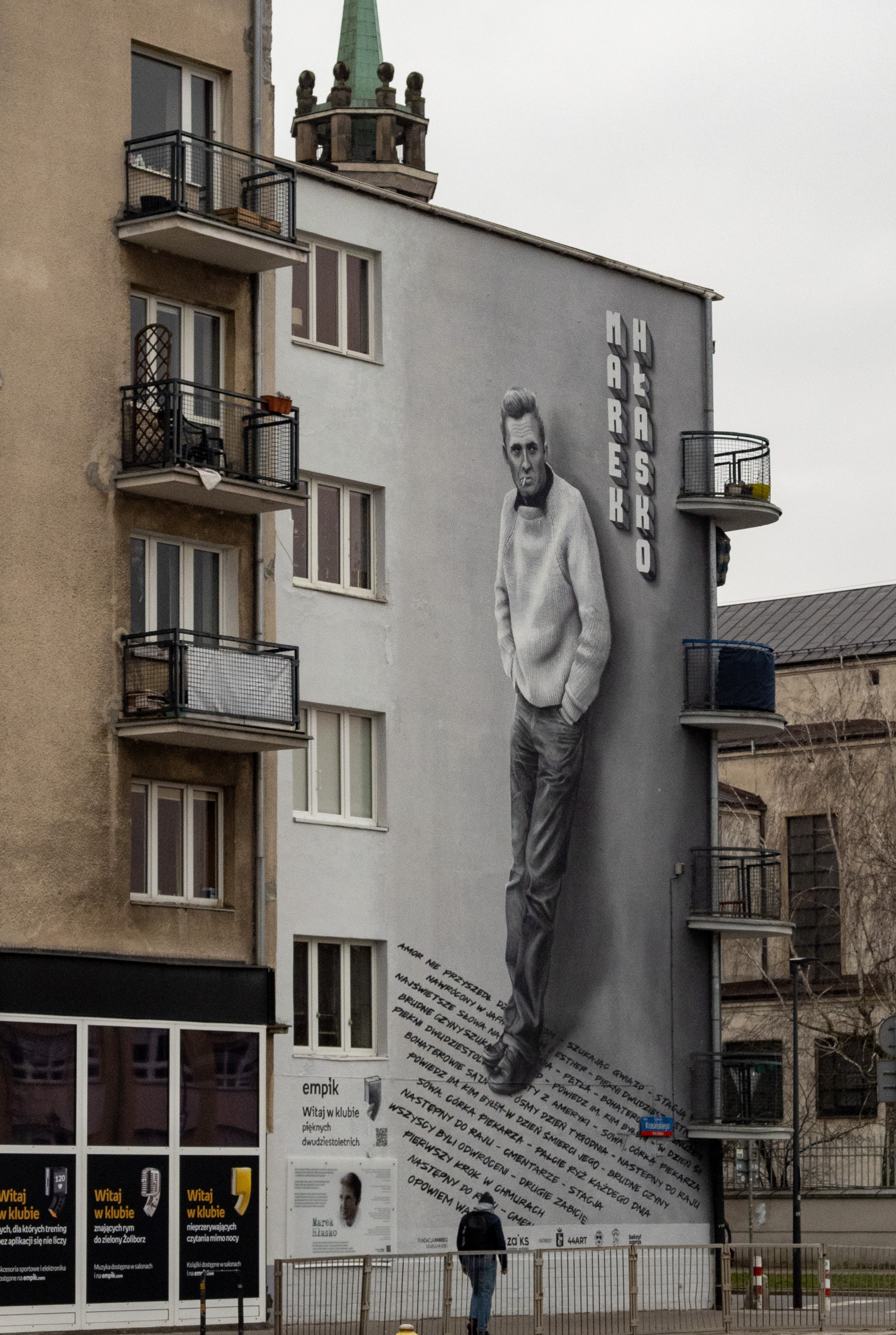
Mural na ścianie kamienicy przy ul. Mickiewicza 27 w Warszawie

Polska grupa street punkowa – The Analogs – w nazwie jednej ze swoich płyt użyła pseudonimu Marka Hłaski, jakim ten posługiwał się podczas swojego pobytu w Izraelu. Chodzi tu o album Hlaskover Rock, a jego tytułowy utwór stanowi hołd dla pisarza.
Pisarzowi poświęcono kilka biografii, m.in. Piękny dwudziestoletni (Andrzej Czyżewski), Matka Hłaski, Miłosne gry Marka Hłaski (Barbara Stanisławczyk).
Dzieła Hłaski były lekturą szkolną. W zarządzeniu Nr 23 Ministra Edukacji Narodowej z 18 sierpnia 1992 r. w klasie IV liceum pojawiał się „Wybór opowiadań”, a od 1999 do 2007 roku „Pierwszy krok w chmurach”.
W serialu Osiecka rolę Hłaski zagrał Jędrzej Hycnar.
Uchwałą Sejmu RP IX kadencji z 28 lipca 2023 zdecydowano o ustanowieniu roku 2024 „Rokiem Marka Hłaski”. Wybór pisarza argumentowano następująco: „[...] potrafił nasycić banalne motywy i tematy zaczerpnięte z potocznego życia głęboką treścią egzystencjalną”.
W 2024 w Zakładzie Narodowym im. Ossolińskich we Wrocławiu odsłonięto tablicę poświęconą Markowi Hłasce.
Od 2024 mural poświęcony Hłasce znajduje się na kamienicy przy ulicy Mickiewicza 27 w Warszawie, w pobliżu Placu Wilsona. Mural przygotowany został z inicjatywy Janusza Dorosiewicza, prezesa Fundacji Pamięci Marka Hłaski. Jego lokalizacja i forma spotkała się z krytyką władz Warszawy. 
W listopadzie 2024 wrocławski tramwaj Moderus Gamma o numerze 3306 został nazwany imieniem Marka Hłaski.